# Kolumbijská plošina
Kolumbijská plošina (anglicky Columbia Plateau) je geologický a geografický region v amerických státech Washington, Oregon a Idaho. Je to široká čedičová náhorní plošina mezi Kaskádovým pohořím a Skalnatými horami. Na sever od plošiny leží Fraserova tabule, na jihu leží Velká pánev. Rozloha plošiny je téměř 520 000 km². Průměrná nadmořská výška je 1 100 m, nejvyšší bod dosahuje 3 060 m. Reliéf plošiny je mírně zvlněný, místy z něho vystupují vrcholky hor. Řeky vyhloubily v lávovém podloží hluboká údolí, některé kaňony náleží k nejhlubším v Severní Americe. Většina krajiny je pokryta travinami. Jsou zde polopouště. Převážnou část plošiny odvodňuje řeka Snake River.

## Geologie
V pozdním miocénu a pliocénu jeden z největších útvarů z čediče, který se kdy na světě objevil, zaplavil 160 tisíc km² Severozápadu dnešních Spojených států. V dalších milionech let se vylévala láva až vytvořila 1,8 kilometru tlustou vrstvu. Když se roztavená hornina dostávala na povrch, zemská kůra se přelévala do míst, které láva ponechala volné.
Pokles kůry vytvořil náhorní plošinu – velkou, mírně stlačenou lávovou planinu, která je známa také jako Kolumbijská pánev. Starobylá řeka Columbia byla donucena změnit svou pozici na dnešní severozápadně se pohybující lávou. Láva nejprve vyplnila údolí s toky, čímž vytvořila jezera. Našly se zde zkamenělé listy, dřevo, hmyz a kosti různých zvířat.

## Geografie

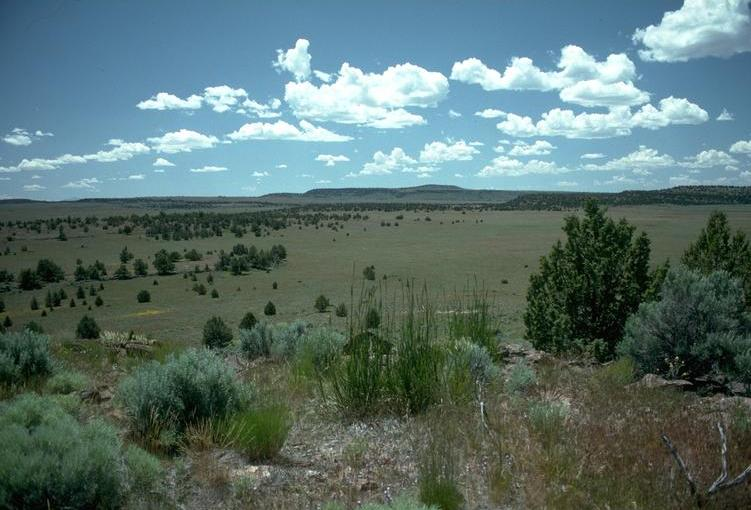
High Desert v Oregonu

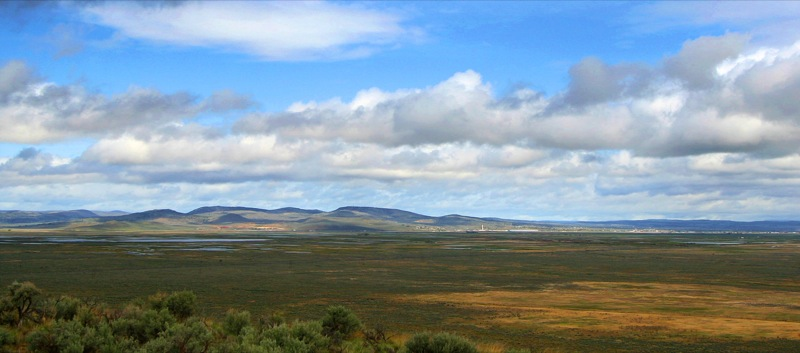
Harneyská pánev

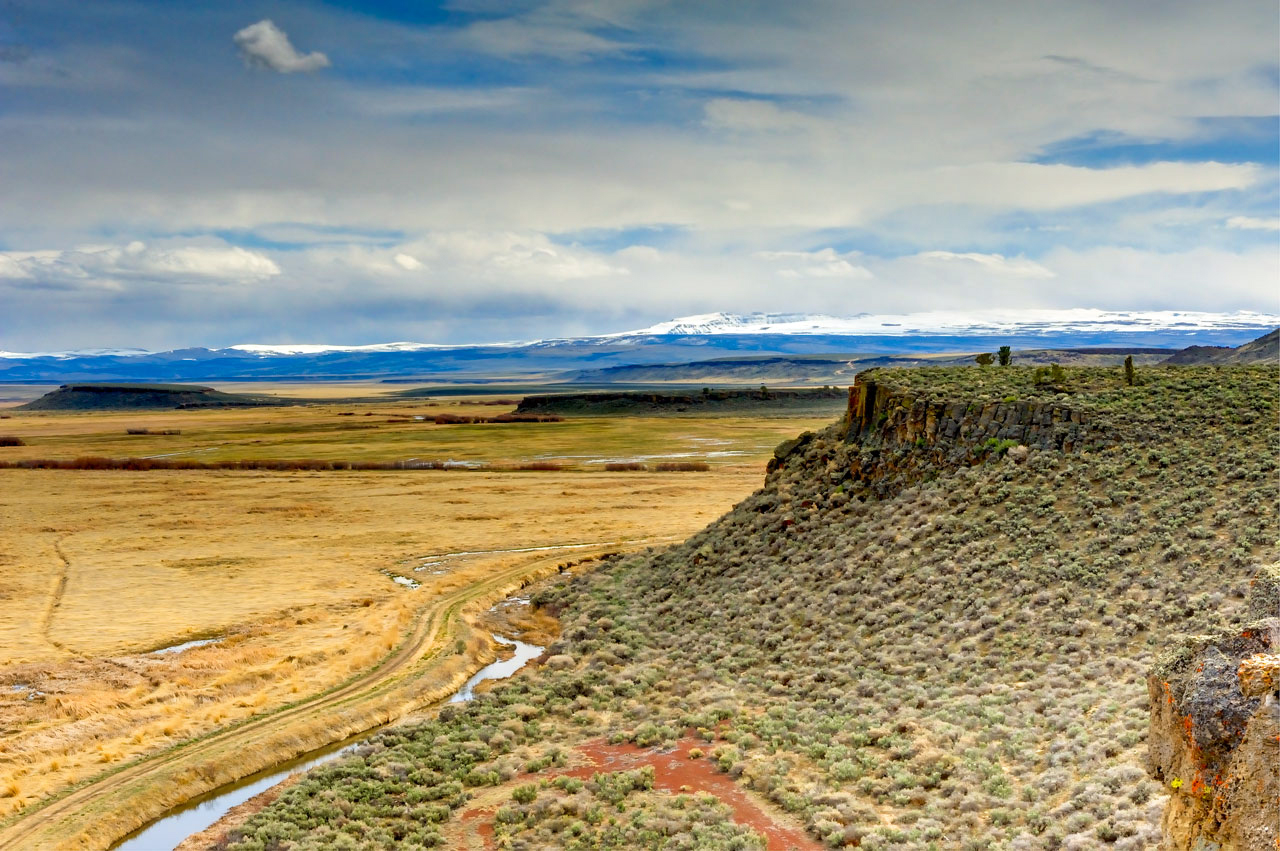
Steens Mountain

### Členění
- Plošina Walla Walla (Kolumbijská pánev)
- Oblast Blue Mountain
- Oblast Payette – povodí řeky Payette, hlavního přítoku řeky Snake River. Payette pramení v Salmon River Mountains.
- Snake River Plain
- Oblast Harneyské pánve (Great Sandy Desert, Steens Mountain)

Plošina leží ve státech Washington, Oregon a Idaho a nachází se zde následující města:
- – Washington
- Davenport
- Goldendale
- Kennewick
- Moses Lake
- Pasco
- Pullman
- Richland
- Spokane
- Walla Walla
- Yakima
- – Oregon
- Hermiston
- Hood River
- Pendleton
- The Dalles